# Liste der Biografien/Erf
Liste der Biografien |
Portal Biografien |
Personensuche
# |
A |
B |
C |
D |
E |
F |
G |
H |
I |
J |
K |
L |
M |
N |
O |
P |
Q |
R |
S |
T |
U |
V |
W |
X |
Y |
Z |
?
 
Ea |
Eb |
Ec |
Ed |
Ee |
Ef |
Eg |
Eh |
Ei |
Ej |
Ek |
El |
Em |
En |
Eo |
Ep |
Eq |
Er |
Es |
Et |
Eu |
Ev |
Ew |
Ex |
Ey |
Ez
 
Era |
Erb |
Erc |
Erd |
Ere |
Erf |
Erg |
Erh |
Eri |
Erj |
Erk |
Erl |
Erm |
Ern |
Ero |
Erp |
Err |
Ers |
Ert |
Eru |
Erv |
Erw |
Erx |
Ery |
Erz
Die Liste der Biografien führt alle Personen auf, die in der deutschsprachigen Wikipedia einen Artikel haben. Dieses ist eine Teilliste mit 29 Einträgen von Personen, deren Namen mit den Buchstaben „Erf“ beginnt.

## Erf

### Erfa
- Erfany-Far, Giannina (* 1987), deutsche Schauspielerin

### Erfe
- Erfen, Irene (* 1954), deutsche Germanistin und Privatdozentin für Ältere Deutsche Sprache und Literatur
- Erfen, Tim (* 1982), deutscher Fußballspieler

### Erff
- Erffa, Georg von (1877–1937), deutscher Verwaltungsbeamter und Rittergutsbesitzer
- Erffa, Hermann von (1845–1912), thüringischer Gutsbesitzer, landwirtschaftlicher Interessenvertreter und Politiker (kons.), Präsidenten des preußischen Abgeordnetenhauses (1912)
- Erffa, Rudolf von (1881–1972), deutscher Verwaltungsbeamter und Rittergutsbesitzer
- Erffa, Wolfram von (1901–1980), deutscher Architekt und Bauhistoriker

### Erfl
- Erfle, Heinrich (1884–1923), deutscher Optiker
- Erfle, Volker (1941–2023), deutscher Virologe und Hochschullehrer

### Erfm
- Erfmann, Marion (* 1980), deutsche Handballspielerin und Handballtrainerin

### Erfo
- Erfort, Klaus (* 1972), deutscher Koch
- Erforth, Klaus (* 1936), deutscher Regisseur und Theaterleiter

### Erfu
- Erfurdt, Carl (1780–1813), deutscher Klassischer Philologe
- Erfurt, Friedmar (* 1941), deutscher Ingenieur, Professor, Rektor der TU Chemnitz
- Erfurt, Hugo (1834–1922), deutscher Unternehmer, Erfinder der Raufasertapete
- Erfurt, Jürgen (* 1954), deutscher Romanist
- Erfurt, Stephan (* 1958), deutscher Fotograf, Kulturunternehmer und Vorstandsvorsitzender der C/O Berlin Foundation
- Erfurt, Wilhelm (* 1930), deutscher Unternehmer
- Erfurt, Zerline (1907–1990), österreichische Komponistin, Geigerin, Pianistin und Musikpädagogin
- Erfurth, Andreas (* 1965), deutscher Schauspieler und Theaterregisseur
- Erfurth, Gudrun (1939–2005), deutsche Schauspielerin bei Bühne und Fernsehen
- Erfurth, Hugo (1874–1948), deutscher FotografHugo Erfurth (1874–1948)

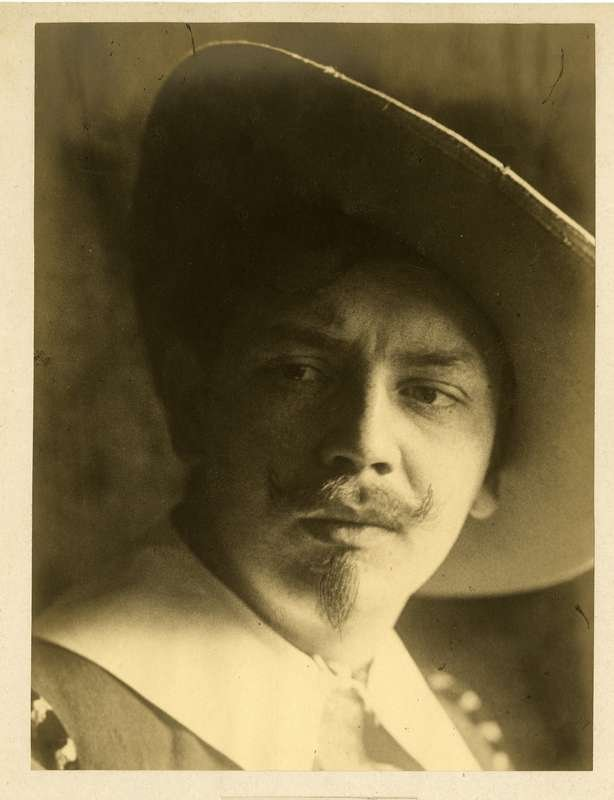
Hugo Erfurth (1874–1948)

- Erfurth, Katja (* 1971), deutsche Choreografin und Tänzerin
- Erfurth, Marek (* 1976), deutscher Politiker (AfD)
- Erfurth, Richard (1869–1949), deutscher Pädagoge und Heimatschriftsteller
- Erfurth, Sigrid (* 1956), deutsche Politikerin (Bündnis 90/Die Grünen), MdL
- Erfurth, Ulrich (1910–1986), deutscher Regisseur
- Erfurth, Waldemar (1879–1971), deutscher General der Infanterie, Militärhistoriker
- Erfurth, Wolfgang (* 1937), deutscher Politiker (CDU), MdBB